# Peurasaari (ö i Finland, Mellersta Finland, Joutsa, lat 61,78, long 25,98)
Peurasaari är en ö i Finland. Den ligger i sjön Rautavesi och i kommunen Joutsa i den ekonomiska regionen  Joutsa ekonomiska region  och landskapet Mellersta Finland, i den södra delen av landet, 190 km norr om huvudstaden Helsingfors. Öns area är 0,4 hektar och dess största längd är 110 meter i nord-sydlig riktning.